# Medusanthera vitiensis
Medusanthera vitiensis är en järneksväxtart som beskrevs av Berthold Carl Seemann. Medusanthera vitiensis ingår i släktet Medusanthera och familjen Stemonuraceae. Inga underarter finns listade i Catalogue of Life.